# Gaesochira obscurior
Gaesochira obscurior är en biart som först beskrevs av Dalla Torre 1896.  Gaesochira obscurior ingår i släktet Gaesochira och familjen långtungebin. Inga underarter finns listade i Catalogue of Life.